# Чемли-Уотсон, Майлз
Майлз Чемли-Уотсон (англ. Miles Chamley-Watson; род. 3 декабря 1989, Лондон) — американский фехтовальщик на рапирах. Двукратный чемпион мира, бронзовый призёр Олимпийских игр 2016 года в командной рапире, многократный медалист чемпионатов мира, двукратный победитель Панамериканских игр.

## Биография
Майлз Чемли-Уотсон родился 3 декабря 1989 года в Лондоне. В девять лет он вместе с родителями и двумя сёстрами переехал в Нью-Йорк, где начал заниматься фехтованием. В настоящее время Майлз и его семья проживают в Филадельфии. В 2013 году американский рапирист получил степень бакалавра Университета штата Пенсильвания по специальности «Спортивный менеджмент». На сегодняшний день Майлз является не только знаменитым фехтовальщиком, но и популярной моделью: американец принимал участие в нескольких рекламных компаниях и разработал свою собственную коллекцию известного бренда спортивной одежды Nike.
Несмотря на большую популярность в медиасфере, Чемли-Уотсон во многом является «первооткрывателем» американского фехтования на рапирах. Его стиль ведения боя многие специалисты считают нестандартным: когда его противник пытается провести атакующее действие, американец обводящим движением руки наносит укол из-за спины оппонента.
Необычная тактика помогла добиться Майлзу немалых успехов, первым из которых является титул чемпиона Панамериканских игр 2011 года. Благодаря удачным выступлениям Чемли-Уотсон прошёл отбор на Олимпийские игры, которые проходили на его родине. Однако на главном старте четырёхлетия американец не смог проявить себя в полной мере: в личных соревнованиях он проиграл в первом же раунде будущему серебряному призёру турнира египтянину Аля-эд-дину Абу-ль-Касиму, а командном первенстве американцы остались без наград, уступив в поединке за третье место немецким рапиристам во главе со знаменитым Петером Йоппихом.
В постолимпийском сезоне Майлз добился исторического для США достижения: он стал первым в истории американцем, которому удалось выиграть золотую медаль в личном первенстве. На пути к титулу американский рапирист одолел олимпийских чемпионов Джорджо Аволу и Валерио Аспромонте из Италии, со счётом 15:14 вырвал победу у россиянина Алексея Черемисинова и немца Себастьяна Бахмана, а в финале не оставил шансов ещё одному представителю России Артуру Ахматхузину. В командных соревнованиях Майлз помог своей сборной выиграть первые в истории страны медали чемпионата мира в командной рапире: американцы завоевали серебряные награды, уступив лишь олимпийским чемпионам итальянцам.
Следующего крупного успеха на соревнованиях международного уровня Майлз добился в 2015 году, когда выиграл второй титул чемпиона Панамериканских игр. В следующем сезоне Чемли-Уотсон вошёл в состав сборной США для участия на Олимпийских играх, которые стали для уроженца Лондона вторыми в карьере. В личных соревнованиях его снова постигла неудача: в первом раунде Артур Ахматхузин взял у американца реванш за поражение в финале чемпионата мира. Однако в командном первенстве сборной США удалось выиграть бронзовую медаль Олимпийских игр впервые за 84 года.
В новом олимпийском цикле Майлз проявил себя в качестве командного бойца: в 2017—2019 годах сборная США была постоянным участником финальных поединков на чемпионатах мира. Первые две попытки завоевать долгожданный титул были неудачными: оба раза американские рапиристы проигрывали соперникам из Италии. Однако в 2019 году команда США, в составе которой находился Чемли-Уотсон, нанесла поражение сборной Франции и впервые получила звание чемпионов мира.

## Лучшие результаты

### Олимпийские игры
- Бронза — Олимпийские игры 2016 (Рио-де-Жанейро, Бразилия) (команды)

### Чемпионаты мира
- Золото — чемпионат мира 2013 года (Будапешт, Венгрия)
- Золото — чемпионат мира 2019 года (Будапешт, Венгрия) (команды)
- Серебро — чемпионат мира 2013 года (Будапешт, Венгрия) (команды)
- Серебро — чемпионат мира 2017 года (Лейпциг, Германия) (команды)
- Серебро — чемпионат мира 2018 года (Уси, Китай) (команды)

### Панамериканские игры
- Золото — Панамериканские игры 2011 года (Гвадалахара, Мексика) (команды)
- Золото — Панамериканские игры 2015 года (Торонто, Канада) (команды)